# Frederico, Príncipe de Gales
Frederico, Príncipe de Gales, KG (em inglês: Frederick Louis; em alemão: Friedrich Ludwig; Hanôver, 1 de fevereiro de 1707 – Londres, 31 de março de 1751) foi herdeiro aparente do trono britânico de 1727 até sua morte por lesão pulmonar aos 44 anos. Ele era o filho mais velho, mas distante do rei Jorge II da Grã-Bretanha com Carolina de Ansbach, e pai do rei Jorge III do Reino Unido.
Sob o Ato de Liquidação aprovado pelo Parlamento Inglês em 1701, Frederico era o quarto na linha de sucessão ao trono britânico ao nascer, estando atrás de sua bisavó, seu avô paterno e de seu pai, assim como sua bisavó, ele nunca chegou a ser declarado como monarca inglês. Ele se mudou para a Grã-Bretanha após a ascensão de seu pai e tornou-se Príncipe de Gales. Frederico faleceu antes de seu pai, e após a morte de Jorge II em 1760, o trono passou para o filho mais velho de Frederico, Jorge III.

## Início de vida

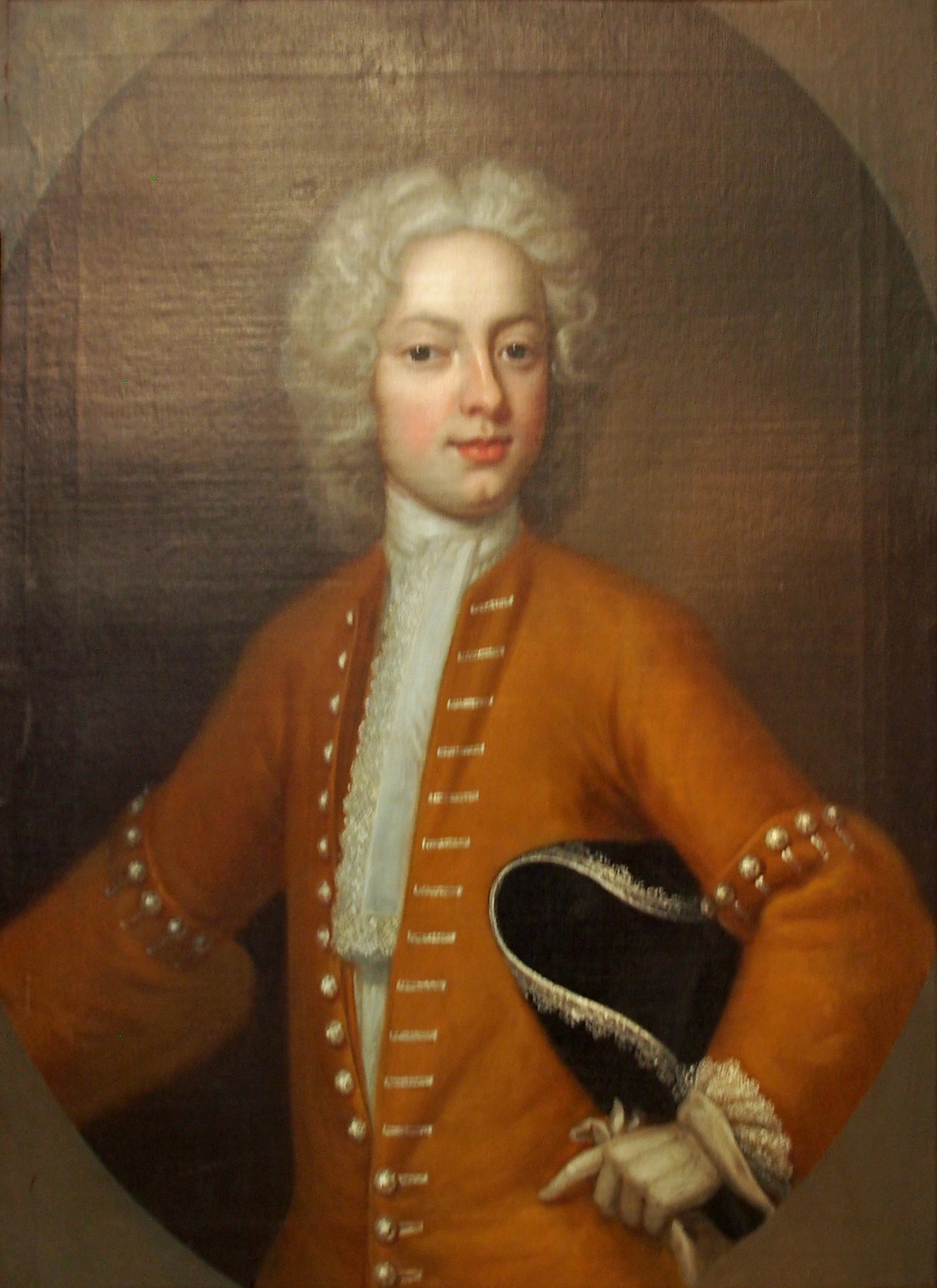
Príncipe Frederico Luís
Georg Wilhelm Lafontaine, c. 1723

O príncipe Frederico nasceu em 1707 – embora a data exata ainda seja disputada pois na época não havia um consenso entre os países em adotar o calendário gregoriano –, em Hanôver, Sacro Império Romano, como Duque Frederico Luís de Brunsvique-Luneburgo, filho de Carolina de Ansbach e do príncipe Jorge, filho de Jorge, eleitor de Hanôver. O seu avô paterno também foi um de seus dois padrinhos de batismo, ele era filho de Sofia de Hanôver, neta de Jaime VI e I, e prima de primeiro grau e herdeira presuntiva da rainha Ana da Grã-Bretanha. No entanto, Sofia morreu antes de Ana, aos 83 anos em junho de 1714, o que elevou o eleitor de Hanôver a herdeiro presuntivo, a rainha Ana morreu em agosto do mesmo ano, e ele se tornou o rei Jorge I da Grã-Bretanha, fazendo com que o pai de Frederico se tornasse o novo Príncipe de Gales e primeiro na linha de sucessão ao trono britânico, com o próprio Frederico em segundo na sucessão. O seu segundo padrinho era seu tio-avô Frederico I, rei da Prússia e eleitor de Brandemburgo-Prússio. Frederico foi apelidado de “Griff” dentro da família.
No ano da morte de Ana e da coroação de Jorge I, os pais de Frederico, Jorge, Príncipe de Gales (mais tarde, Jorge II), e Carolina, Princesa de Gales, foram chamados a deixar Hanôver para viver na Grã-Bretanha quando o seu filho mais velho tinha apenas sete anos de idade. Frederico foi deixado aos cuidados de seu tio-avô Ernesto Augusto, príncipe-bispo de Osnarbrück, e não viu os seus pais novamente por 14 anos.
Em 1722, Frederico, agora com 15 anos de idade, foi vacinado contra a varíola por Charles Maitland, seguindo as instruções de sua mãe, Carolina. Seu avô Jorge I o tornou Duque de Edimburgo, Marquês da Ilha de Ely, Conde de Eltham no condado de Kent, Visconde de Launceston no condado da Cornualha, e Barão de Snaudon no condado de Carnarvon, em 26 de julho de 1726.
Frederico chegou à Inglaterra em 1728 como um homem adulto de 21 anos de idade, um ano depois que seu pai se tornou rei Jorge II. Até então, Jorge e Carolina tinham vários filhos mais novos, e Frederico, ele próprio agora Príncipe de Gales, era um jovem de alto astral que gostava de beber, jogar e namorar. A longa separação de 14 anos prejudicou o seu relacionamento com os seus pais, e eles nunca voltaram a ser próximos. No mesmo ano, ele viu a fundação de Fredericksburg na Virgínia, que recebeu esse nome como uma homenagem ao jovem Príncipe de Gales – os seus outros homônimos são Prince Frederick em Maryland (1722), Fort Frederick em Maine (1729-30), Fort Frederick na Carolina do Sul (1730-34), Forte Frederick em Nova Iorque (concluída em 1735), e Fort Frederick na Geórgia (fundada em 1736), enquanto Fort Frederick em Maryland, Point Frederick em Ontário, Fort Frederick em Ontário e Fort Frederick em New Brunswick também receberam seu nome em homenagem póstuma.

## Príncipe de Gales

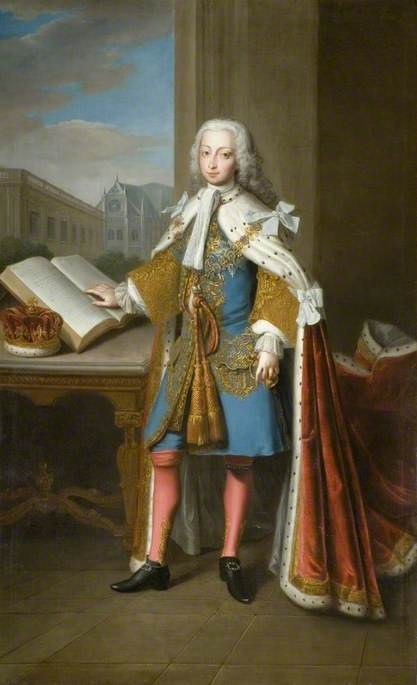
Frederico, Príncipe de Gales
Philip Mercier, 1728
Royal Collection

Um dos motivos para o mal-estar entre Frederico e seus pais podem incluir o fato de ele ter sido nomeado por seu avô, ainda quando criança, como representante da Casa de Hanôver, e ele estava acostumado a presidir ocasiões oficiais na ausência de seus pais. Assim, ele não foi autorizado a ir para a Grã-Bretanha até depois de seu pai assumir o trono como Jorge II em 11 de junho de 1727. Frederico continuou a ser conhecido como Príncipe Friedrich Ludwig de Hanôver, mas com seu estilo britânico de Vossa Alteza Real, mesmo quando seu pai foi titulado Príncipe de Gales.
Em 1728, Frederico, agora com seu nome anglicizado, foi finalmente trazido para a Grã-Bretanha, e foi nomeado Príncipe de Gales em 8 de janeiro de 1729. Ele serviu como o décimo chanceler da Universidade de Dublin de 1728 até 1751, e um retrato dele ainda está em uma posição de comando no Hall do Trinity College em Dublin.
Ele patrocinou um tribunal de políticos de ‘oposição’. Frederico e seu grupo apoiaram a Ópera da Nobreza em Lincoln’s Inn Fields como rival da George Frideric Handel no King’s Theatre em Haymarket, uma ópera patrocinada pela realeza. Frederico era um amante da música e tocava viola e violoncelo, ele é retratado tocando um violoncelo em três retratos de Philippe Mercier de Frederico e suas irmãs. Ele gostava das ciências naturais e das artes, e se tornou uma pedra no sapato de seus pais, fazendo questão de se opor a eles em tudo, segundo o Lord Hervey. Na corte, o favorito era o irmão mais novo de Frederico, o príncipe Guilherme, Duque de Cumberland, tanto que o rei procurou maneiras de dividir seus domínios para que Frederico tivesse sucesso apenas na Grã-Bretanha, enquanto Hanôver iria para Guilherme.
O Lord Hervey e Frederico, usando o pseudônimo de Capitão Bodkin, escreveram juntos uma comédia teatral que foi encenada no Drury Lane Theatre em outubro de 1731. A peça foi duramente rejeitada pelos críticos, e até mesmo o gerente do teatro achou tão ruim que era improvável de ser encenada na noite de estreia. Frederico tinha soldados na plateia para manter a ordem, e quando a peça fracassou, o público recebeu seu dinheiro de volta. O Lorde Hervey e Frederico também compartilharam uma amante, Ana Vane, que teve um filho chamado FitzFrederick Vane em junho de 1732. Qualquer um deles ou William Stanhope, 1º Conde de Harrington, outro de seus amantes, poderia ser o pai da criança. O ciúme entre eles pode ter contribuído para uma ruptura, e sua amizade terminou. Hervey mais tarde escreveu amargamente que Frederico era “falso... nunca tendo a menor hesitação em contar qualquer mentira desde que servisse ao seu propósito atual”.

## Patrono das artes

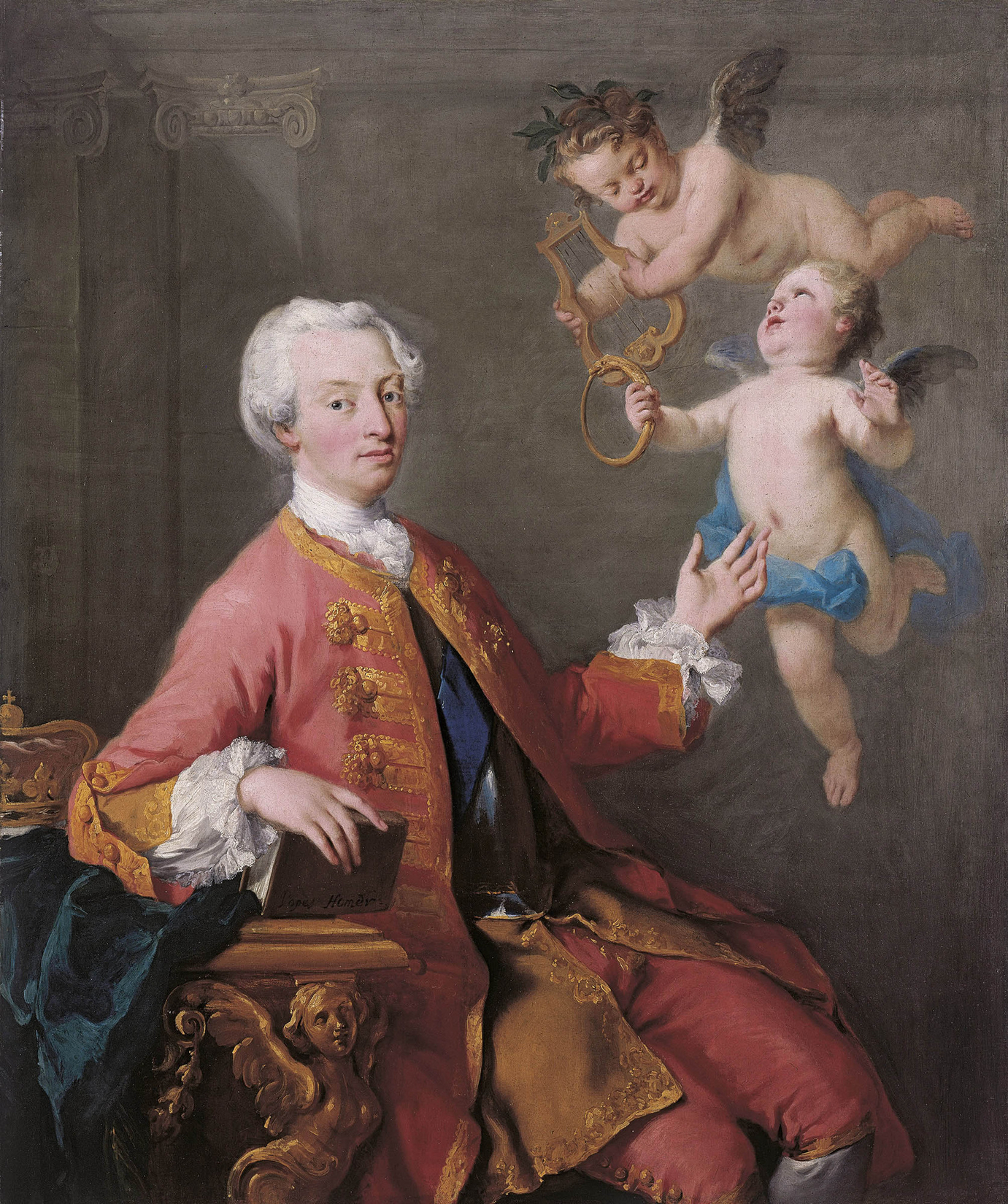
Frederico, Príncipe de Gales
Jacopo Amigoni, 1735
Royal Collection

Um resultado permanente do patrocínio das artes por Frederico é “Rule, Britannia!”, uma das canções patrióticas britânicas mais conhecidas. Foi composta pelo compositor inglês Thomas Arne e escrita pelo poeta e dramaturgo escocês James Thomson como parte de Alfred, que foi apresentada pela primeira vez em 1º de agosto de 1740 em Cliveden, a casa de campo do Príncipe e da Princesa de Gales. Thomas Arne também foi um dos artistas favoritos de Frederico.
Ao contrário do rei, Frederico era um conhecedor da pintura, que patrocinava artistas imigrantes como Jacopo Amigoni e Jean-Baptiste van Loo, que pintou os retratos do príncipe e sua esposa. A lista de artistas que ele empregou ia de Philippe Mercier, John Wootton, George Knapton, até Joseph Goupy, e representa algumas das principais figuras do rococó inglês. O príncipe também foi crucialmente importante para promover a popularidade do estilo rococó nas artes decorativas, com uma clara predileção por artesãos huguenotes franceses, ourives condescendentes como Nicolas Sprimont, proprietários de lojas de brinquedos como Paul Bertrand, e escultores e douradores, sendo o mais notável Paul Petit. Petit trabalhou em um punhado de magníficas molduras de troféus no estilo rococó para Frederico, que estão entre os testemunhos remanescentes mais significativos de seu patrocínio às artes decorativas. Uma moldura feita para seu primo homônimo em 1748, Frederico, o Grande da Prússia, representava a estima que o príncipe tinha por seu primo, sugerindo que ele se identificava com o estilo de governo esclarecido de Frederico, o Grande, sobre o de seu próprio pai, Jorge II. A moldura de Petit continha um retrato de Frederico, o Grande, pintado por Antoine Pense, e permanece hoje na British Royal Collection.
Nenhuma das casas de Frederico continua existindo, exceto a residência rural de Cliveden, que está em um estado muito alterado. Suas casas em Londres, Norfolk House, Carlton House, Leicester House e Kew House ou a Casa Branca foram todas demolidas.

## Críquete

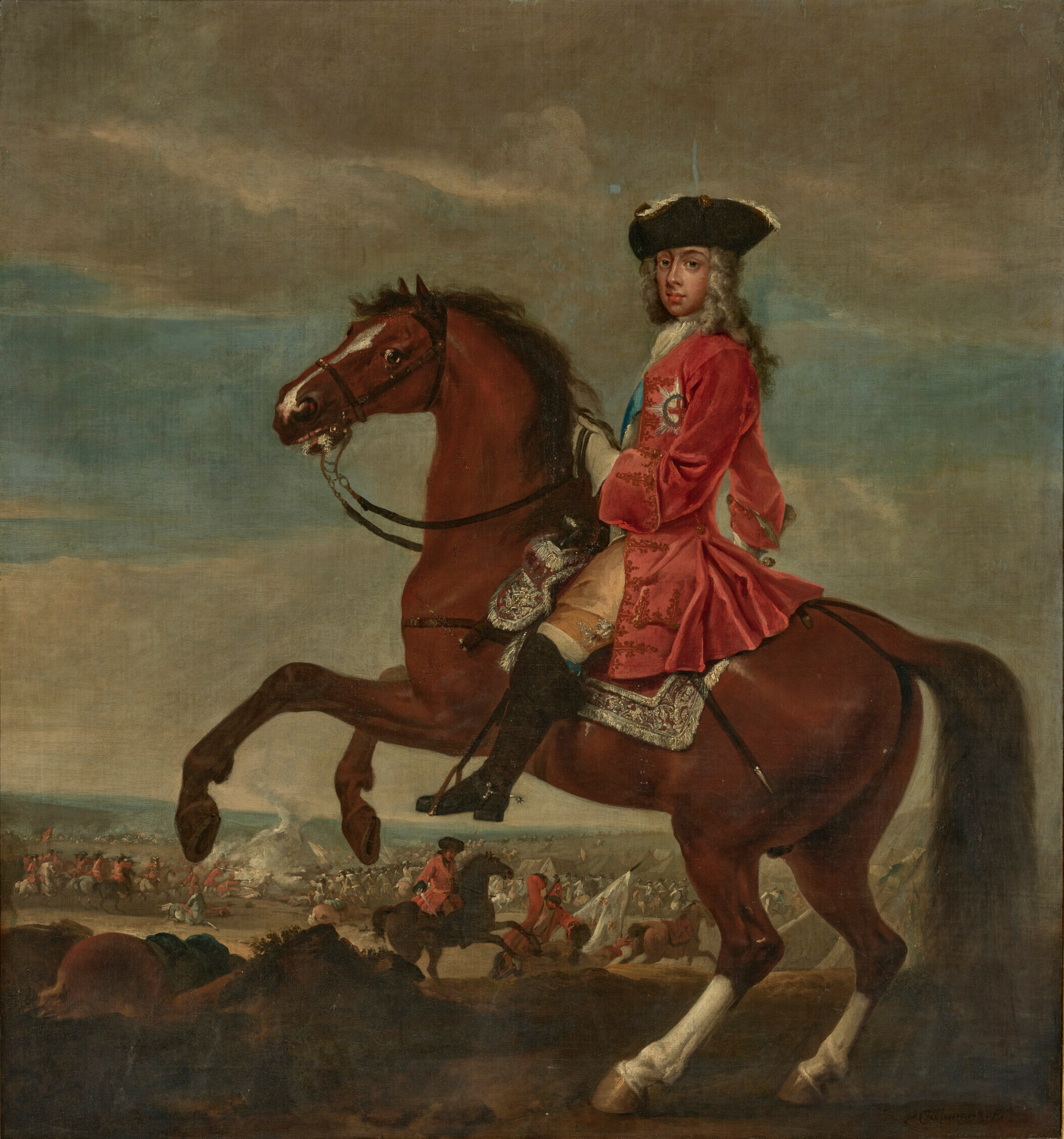
Retrato esquestre de Frederico, por Peter Tillemans, c. 1728-1734.

Quando Frederico chegou à Grã-Bretanha, o críquete havia se tornado o esporte em equipe mais popular do país. Por um desejo de se anglificar e assim se encaixar em sua nova sociedade, Frederico desenvolveu um interesse acadêmico pelo críquete e logo se tornou um entusiasta genuíno. Ele começou a fazer apostas e depois a patrocinar e praticar o esporte, chegando a formar seu próprio time em várias ocasiões.
A primeira menção de Frederico em relação ao críquete está em um relatório contemporâneo que diz respeito a uma partida de primeira classe em 28 de setembro de 1731 entre Surrey e Londres, disputada em Kennington Common. Nenhum relatório pós-jogo foi encontrado, apesar da promoção antecipada como “provavelmente o melhor desempenho deste tipo que tem sido visto há algum tempo”. Os registros mostram que “para a conveniência dos jogadores, o terreno deve ser estaqueado e isolado” – uma nova prática adotada 1731 e possivelmente feita em parte para benefício do Príncipe de Gales. O anúncio referia-se a “todo o condado de Surrey” como oponente de Londres e afirmava que “espera-se que o Príncipe de Gales compareça”.
Em agosto de 1732, o Whitehall Evening Post informou que Frederico participou de “uma grande partida de críquete” em Kew em 27 de julho.
Na temporada de 1733, Frederico estava seriamente envolvido como jogador de críquete do Condado de Surrey. É dito que ele deu um guinéu para cada jogador em uma partida entre Surrey e Middlesex em Moulsey Hurst. Em seguida, ele concedeu uma taça de prata para uma equipe combinada de Surrey & Middlesex que havia acabado de derrotar Kent, sem dúvida a melhor equipe do condado na época, em Moulsey Hurst em 1º de agosto. Esta é a primeira referência na história do críquete a qualquer tipo de troféu, além de dinheiro vivo, sendo presenteado. Em 31 de agosto, o Príncipe de Gales jogou mais uma vez, o resultado é desconhecido, mas foi dito que eram as equipes padrão do condado, então presumivelmente foi uma partida entre Surrey e Sussex.
Nos anos seguintes a 1733, são frequentes as referências ao Príncipe de Gales como patrono do críquete e como jogador ocasional.
Quando ele morreu em 31 de março de 1751, o críquete sofreu um duplo golpe, pois sua morte seguiu de perto a de Charles Lennox, 2º Duque de Richmond, o maior patrono financeiro do esporte na época. O número de partidas de primeira classe foi diminuído por vários anos.

## Vida doméstica

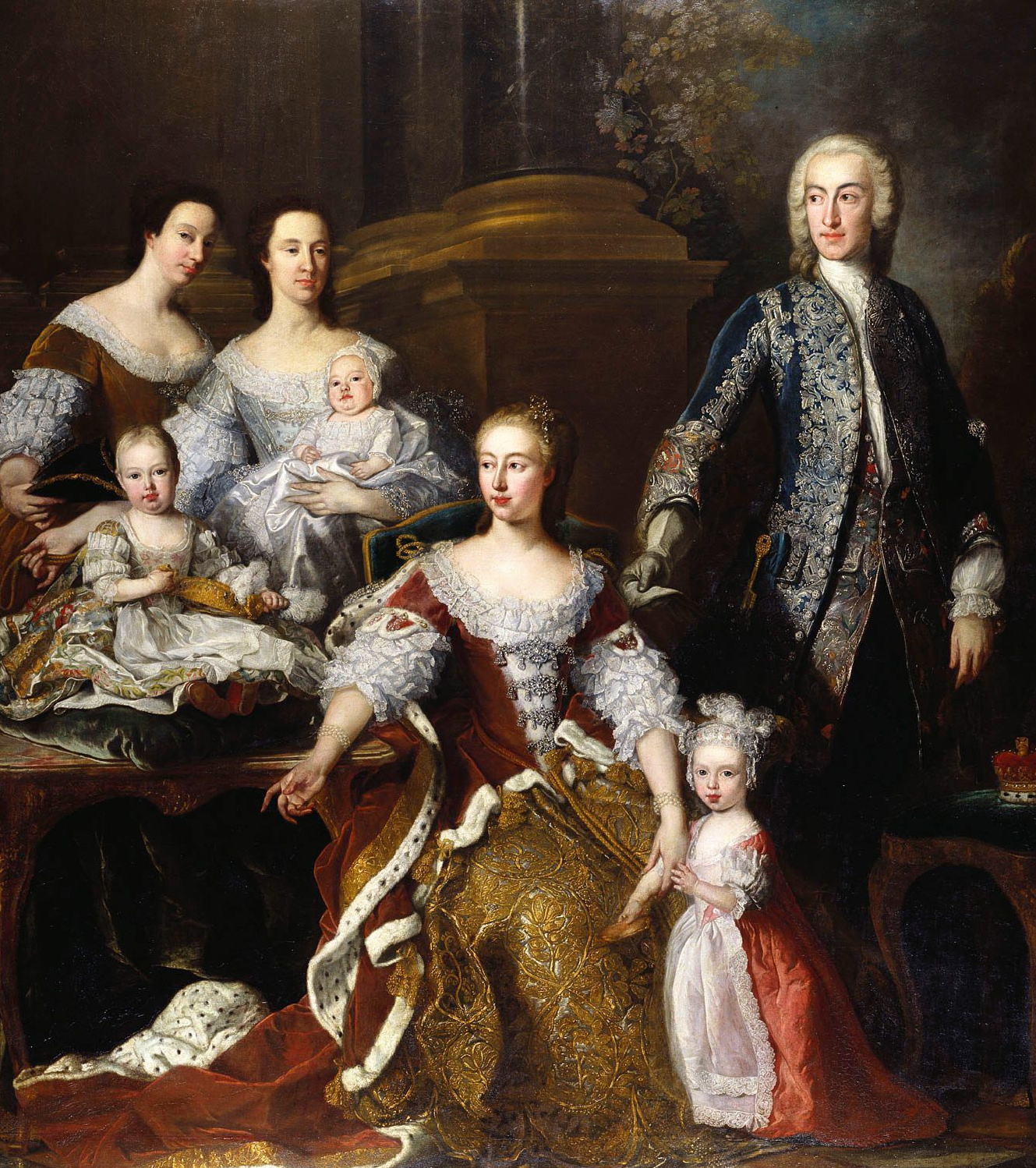
O Príncipe e a Princesa de Gales com os filhos, Augusta, Jorge e Eduardo, e membros de sua comitiva, Jane Hamilton e o Barão Boston. Por Jean-Baptiste van Loo, 1735. NaRoyal Collection.

As negociações entre Jorge II e seu cunhado Frederico Guilherme I da Prússia sobre uma proposta de casamento entre o Príncipe de Gales e a filha de Frederico Guilherme, Guilhermina, foram bem recebidas por Frederico, embora o casal nunca tivesse se conhecido. Jorge II não gostou da proposta, mas continuou as negociações por razões diplomáticas. Frustrado com o atraso, Frederico enviou um emissário próprio à corte prussiana. Quando o rei descobriu o plano, ele imediatamente providenciou para que Frederico deixasse Hanôver e fosse para a Inglaterra. As negociações do casamento fracassaram quando Frederico Guilherme exigiu que Frederico fosse nomeado regente de Hanôver.
Frederico também quase se casou com Lady Diana Spencer, filha de Charles Spencer, 3º Conde de Sunderland e Lady Anne Churchill. Lady Diana era a neta favorita da poderosa Sarah, Duquesa de Marlborough. A duquesa buscou uma aliança real casando Lady Diana com o Príncipe de Gales com um enorme dote de £100.000. O príncipe, que estava muito endividado, concordou com a proposta, mas o plano foi vetado por Robert Walpole e pelo rei. Lady Diana logo se casou com John Russell, 4º Duque de Bedford.
Embora em sua juventude ele fosse esbanjador e mulherengo, Frederico se estabeleceu após seu casamento com Augusta de Saxe-Gota, de dezesseis anos, em 27 de abril de 1736. O casamento foi realizado na Capela Real do Palácio de St. James, presidido por Edmund Gibson, Bispo de Londres e Deão da Capela Real. Um novo hino, ‘Sing to God’ foi feito especialmente para a cerimônia e o casamento também foi marcado em Londres por duas óperas rivais, Atalanta de Handel e La festa d'Imeneo de Porpora.
Em maio de 1736, Jorge II retornou a Hanôver, o que resultou em impopularidade na Inglaterra, e um aviso satírico foi pregado nos portões do Palácio de St. James denunciando sua ausência, a mensagem dizia: “perdido ou extraviado desta casa, um homem que deixou esposa e seis filhos na paróquia”. O rei fez planos para retornar, mas o seu navio foi pego por uma tempestade, rumores varreram Londres de que ele havia se afogado. Eventualmente, em janeiro de 1737, ele voltou para a Inglaterra. Imediatamente, Jorge II adoeceu com hemorroidas e febre e ficou de cama, o Príncipe de Gales disse que o rei estava morrendo e isso resultou em Jorge II insistindo em sair da cama para participar de um evento social para refutar os boatos.

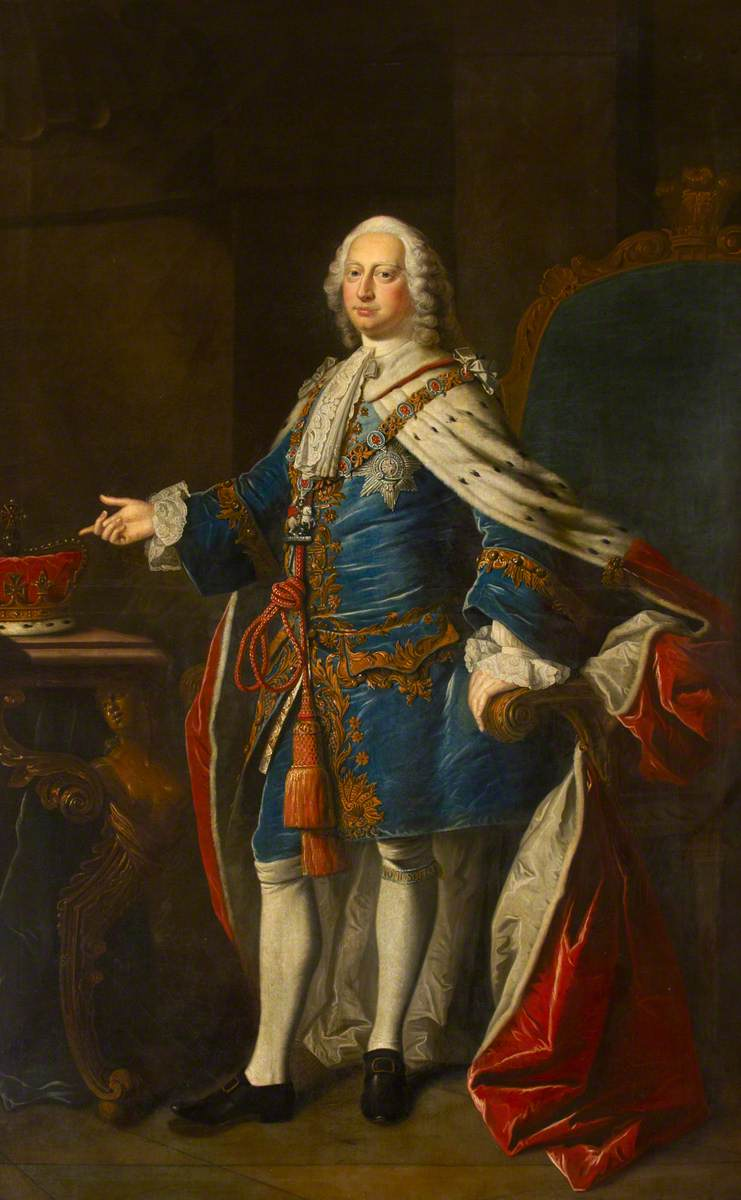
Frederico, Príncipe de Gales
Thomas Hudson, 1750
National Trust

Acumulando rapidamente grandes dívidas, Frederico dependia de uma renda de seu rico amigo George Bubb Dodington. O pai do príncipe recusou-se a dar-lhe o subsídio financeiro que o príncipe considerava que deveria ser dele. A oposição pública de Frederico ao governo de seu pai continuou, ele se opôs ao impopular Gin Act de 1736, que tentou controlar a Gin Craze. Frederico solicitou ao Parlamento um aumento do subsídio financeiro que até então lhe havia sido negado pelo rei, e o desacordo público sobre o pagamento do dinheiro gerou uma nova divisão entre pais e filho. O subsídio de Frederico foi aumentado, mas menos do que ele havia pedido.
Em junho de 1737, Frederico informou a seus pais que Augusta estava grávida e deveria dar à luz em outubro. De fato, a data prevista para o parto de Augusta era mais cedo do que o esperado e ocorreu um episódio peculiar em julho, no qual o Príncipe de Gales, ao descobrir que sua esposa havia entrado em trabalho de parto, a tirou de Hampton Court no meio da noite para garantir que o rei e a rainha não estivessem presentes no nascimento de seu primogênito. Jorge II e a Carolina ficaram horrorizados ao saber da atitude de seu filho, pois, tradicionalmente, os nascimentos reais eram testemunhados por membros da família e cortesãos seniores para se proteger contra fraudes, e Augusta foi forçada pelo marido a viajar em uma carruagem chacoalhante enquanto dava à luz. Com um grupo, incluindo duas de suas filhas e Lord Hervey, a rainha se apressou para o Palácio de St. James, onde Frederico havia levado Augusta. Carolina ficou aliviada ao descobrir que Augusta havia dado à luz a um “pobre e feio ratinho” em vez de um “menino grande, gordo e saudável”, o que tornava improvável ser uma fraude, já que o bebê era tão lamentável. As circunstâncias do nascimento aprofundaram o distanciamento entre mãe e filho.
Frederico foi banido da corte do rei, e uma corte rival cresceu na nova residência de Frederico, Leicester House. A sua mãe adoeceu fatalmente, mas o rei proibiu Frederico de vê-la. Ele se tornou um homem de família dedicado, levando sua esposa e oito filho, a sua filha mais nova nasceu postumamente, para viver no campo em Cliveden, onde pescava, atirava e remava. Em 1742, Robert Walpole deixou o cargo e o realinhamento do governo levou a uma reconciliação entre pai e filho, à medida que os amigos de Frederico ganhavam influência.
Após a revolta jacobita de 1745, Frederico conheceu Flora MacDonald, que havia sido presa na Torre de Londres por ajudar na fuga do líder da revolta, Carlos Eduardo Stuart, e ajudou a garantir sua eventual libertação. Em 1747, Frederico voltou à oposição política, e o rei respondeu convocando uma eleição geral antecipada, que os aliados de Frederico perderam.
Apesar da causa da morte ter sido comumente atribuída a um abscesso resultante de uma pancada na cabeça, possivelmente provocada por uma bola de críquete ou por uma bola de tênis, essa história é apócrifa - de fato, o rompimento de um tumor no pulmão foi dado como causa da morte. Frederico morreu em Leicester House, em Londres, e seu corpo está enterrado na Abadia de Westminster.

## Morte

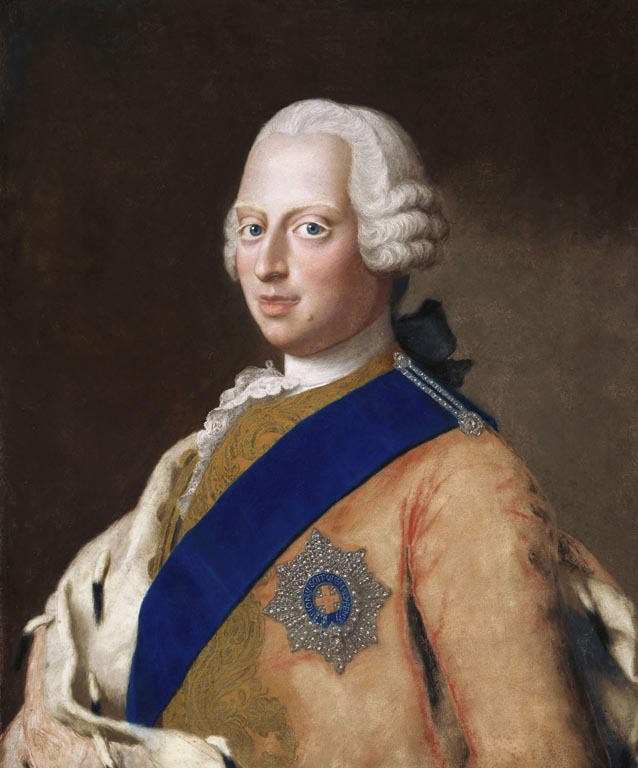
Retrato postúmo de Frederico, Príncipe de Gales
Jean-Étienne Liotard, 1754

As suas ambições políticas não foram cumpridas, e Frederico morreu em Leicester House aos 44 anos de idade em 31 de março de 1751. Durante anos a sua morte foi atribuída a um abscesso pulmonar causado por um golpe de críquete ou de uma bola de tênis, mas com o passar dos anos e o avanço da medicina, acredita-se que tenha sido de uma embolia pulmonar. Ele foi enterrado na Abadia de Westminster em 13 de abril de 1751. Frederico é o mais recente Príncipe de Gales a não ter subido ao trono britânico.

A epigrama do Príncipe de Gales, citado por William Makepeace Thackeray, “Four Georges”:
“Aqui jaz o pobre Fred que estava vivo e está morto,
Se fosse o pai dele eu preferia,
Se fosse sua irmã ninguém sentiria falta dela,
Se fosse seu irmão, ainda melhor que outro,
Se fosse toda a geração, muito melhor para a nação,
Mas como é Fred quem estava vivo e está morto,

Não há mais o que dizer!”

## Descendência

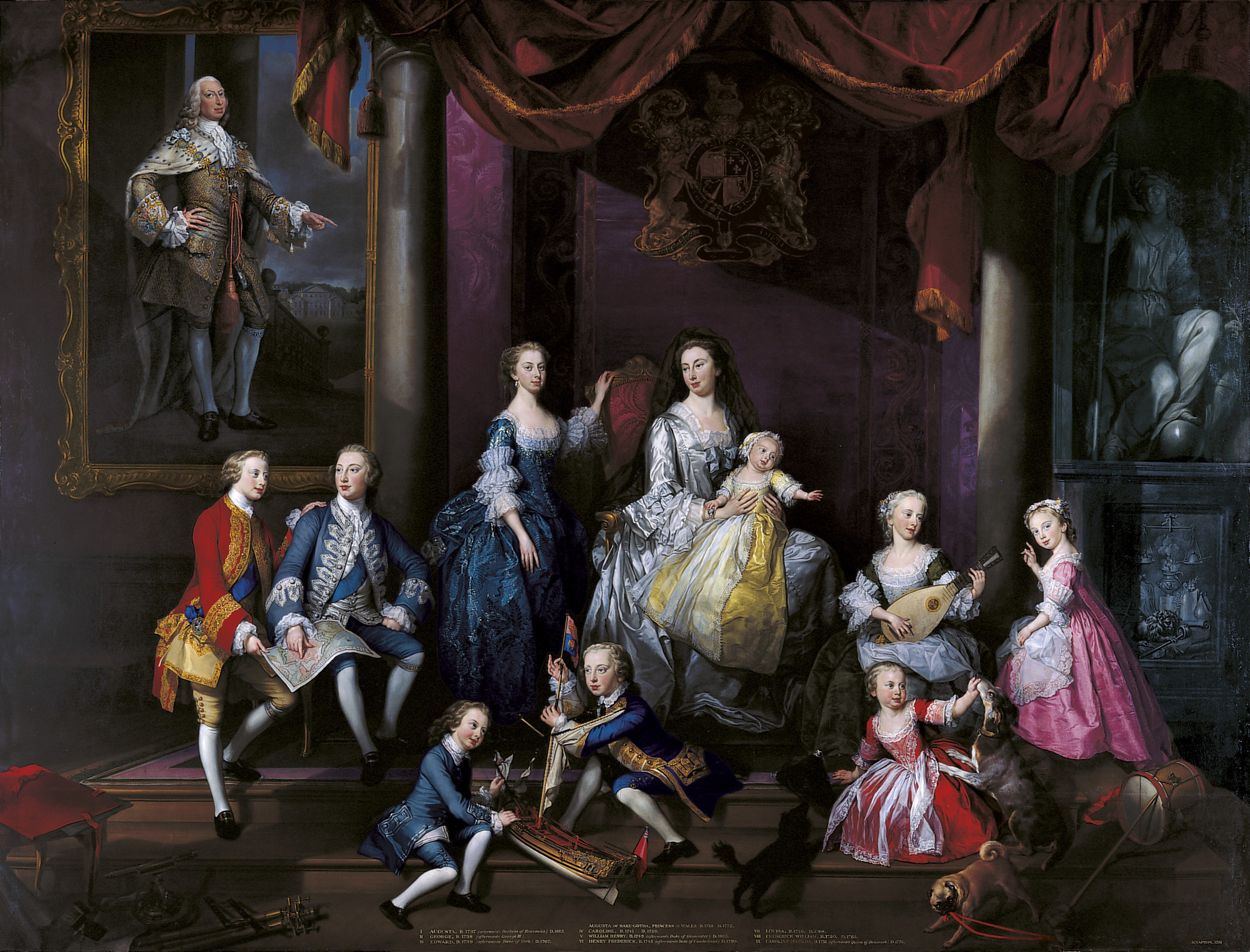
A família de Frederico por George Knapton em 1751, na Royal Collection. Em sentido horário: Eduardo, Jorge, Augusta, Augusta de Saxe-Gota com Carolina Matilde, Isabel, Luísa, Frederico, Guilherme e Henrique.

| Nome                                                | Nascimento             | Morte                  | Observações                                                                                             |
| --------------------------------------------------- | ---------------------- | ---------------------- | --- |
| Augusta da Grã-Bretanha                             | 31 de agosto de 1737   | 31 de março de 1813    | Casou-se com Carlos Guilherme Fernando de Brunswick-Wolfenbüttel; com descendência.                     |
| Jorge III do Reino Unido                            | 4 de junho de 1738     | 29 de janeiro de 1820  | Casou-se com Carlota de Mecklenburg-Strelitz; com descendência                                          |
| Eduardo, Duque de Iorque e Albany                   | 14 de março de 1739    | 17 de setembro de 1767 | Soldado britânico, nunca se casou.                                                                      |
| Isabel da Grã-Bretanha                              | 30 de dezembro de 1740 | 4 de setembro de 1759  | Morreu aos dezoito anos de idade de doença inflamatória intestinal.                                     |
| Guilherme Henrique, Duque de Gloucester e Edimburgo | 14 de novembro de 1743 | 25 de agosto de 1805   | Casou-se com Maria Walpole; com descendência.                                                           |
| Henrique, Duque de Cumberland e Strathearn          | 27 de novembro de 1745 | 18 de setembro de 1790 | (um alegado casamento com Olive Wilmot em 1767 não ocorreu) Casou-se com Hon. Lady Anne Luttrell (1771) |
| Luísa de Gales                                      | 8 de março de 1749     | 13 de maio de 1768     | Morreu aos dezanove anos de idade de doença prolongada.                                                 |
| Frederico da Grã-Bretanha                           | 13 de maio de 1750     | 29 de dezembro de 1765 | Morreu aos quinze anos de idade de doença.                                                              |
| Carolina Matilde da Grã-Bretanha                    | 11 de julho de 1751    | 10 de maio de 1775     | Casou-se com Cristiano VII da Dinamarca; com descendência.                                              |